# 維希盧比揚基
49°39′35″N 25°51′30″E / 49.65972°N 25.85833°E
維希盧比揚基（烏克蘭語：Вищі Луб'янки），是烏克蘭的村落，位於該國西部捷爾諾波爾州，由捷尔诺波尔区負責管轄，始建於1564年，面積25平方公里，2001年人口1,012，人口密度每平方公里40.5人。